# Seppo Kuusela
Seppo Kuusela, né le 25 février 1934, à Helsinki, en Finlande et mort le 16 octobre 2014, est un joueur et entraîneur finlandais de basket-ball. Il évoluait au poste d'arrière.

## Palmarès
- Champion de Finlande 1952, 1953, 1954, 1955, 1956, 1957, 1959, 1968, 1969
- Coupe de Finlande 1968
- Joueur finlandais de l'année en 1959 et 1960